# La Duchesse de Langeais
La Duchesse de Langeais (em português, A Duquesa de Langeais) é o título de um romance de Honoré de Balzac publicado pela primeira vez em março de 1834 sob o título de Ne touchez pas la hache, como referência ao machado usado para cortar a cabeça de Carlos I de Inglaterra, na revista L’Écho de la Jeune France. Em 1839, aparece a segunda edição contendo Ferragus e a A Duquesa de Langeais, que figura sob este título pela primeira vez. Finalmente, em 1843, surge a terceira edição de Histoire des Treize (A História dos Treze) contendo Ferragus, La Duchesse de Langeais e La Fille aux yeux d'or (A menina dos olhos de ouro) em La Comédie humaine (A Comédia Humana).
"É a história de um duelo entre uma mulher faceira e o seu apaixonado, luta mundana que se desenrola num dos salões mais elegantes do Faubourg Saint-Germain e assume, graças à arte de Balzac, intensidade excepcional."

## Enredo
Este romance é o mais rico e o mais completo do conjunto de A História dos Treze. O general Armand de Montriveau (Armando na edição brasileira organizada por Paulo Rónai) está apaixonado por Antoinette de Langeais (Antonieta), uma coquette casada por conveniência que brinca com os sentimentos do general durante longos meses. Quando ele enfim descobre que está sendo enganado, passa a desprezá-la, e ela, que começa a amá-lo então, decide desaparecer. Ajudado pelos poderosos "Treze", espécie de franco-maçons com gosto pelo fantástico e o oculto, como Balzac adora colocar em cena, ele a persegue até um mosteiro espanhol onde ela refugiou-se sob o nome de sœur Thérèse (irmã Teresa). Lá, ela concorda em recebê-lo na presença da madre superiora a quem ela faz acreditar que este misterioso homem é seu irmão. Contudo, no último momento, ela admite sua culpa e seu amor por Montriveau. Esse início leva o leitor a um longo retorno na narrativa, à época em que a duquesa era musa nos salões parisienses. O espírito dos "Treze" permeia o romance, em particular a cena de violência onde Montriveau, aconselhado por Ronquerolle, ameaça a Duquesa de marcá-la na fronte com uma cruz de Lorraine em brasa.
Dedicado a Franz Liszt, este retrato de uma coquette representativa das nobres famílias do Faubourg Saint-Germain, fui inspirado a Balzac pela Duquesa de Castries, com a qual ele teve uma aventura tempestuosa, e que o humilhou jamais dando-se a ele. Balzac concebeu um violento ressentimento de início, mas depois as relações tornaram-se mais cordiais com o surgimento de La Duchesse de Langeais, na qual a Duquesa de Castries reconhece-se no retrato, de certa forma elogioso.

## Adaptações
1910: La Duchesse de Langeais, filme francês de André Calmettes;
1922: La Duchesse de Langeais (The Eternal Flame), filme americano de Frank Lloyd;
1926: La Duchesse de Langeais (Liebe), filme alemão de Paul Czinner;
1942: La Duchesse de Langeais, filme francês de Jacques de Baroncelli;
1982: La Duchesse de Langeais, telefilme francês de Jean-Paul Roux;
1995: La Duchesse de Langeais, telefilme francês de Jean-Daniel Verhaeghe;
2007: Ne touchez pas la hache, filme francês de Jacques Rivette.